# 青井站
青井站（日语：／ Aoi eki */?）是位於日本東京都足立區青井三丁目，屬於首都圈新都市鐵道筑波快線的鐵路車站。車站編號為TX06。

## 車站構造

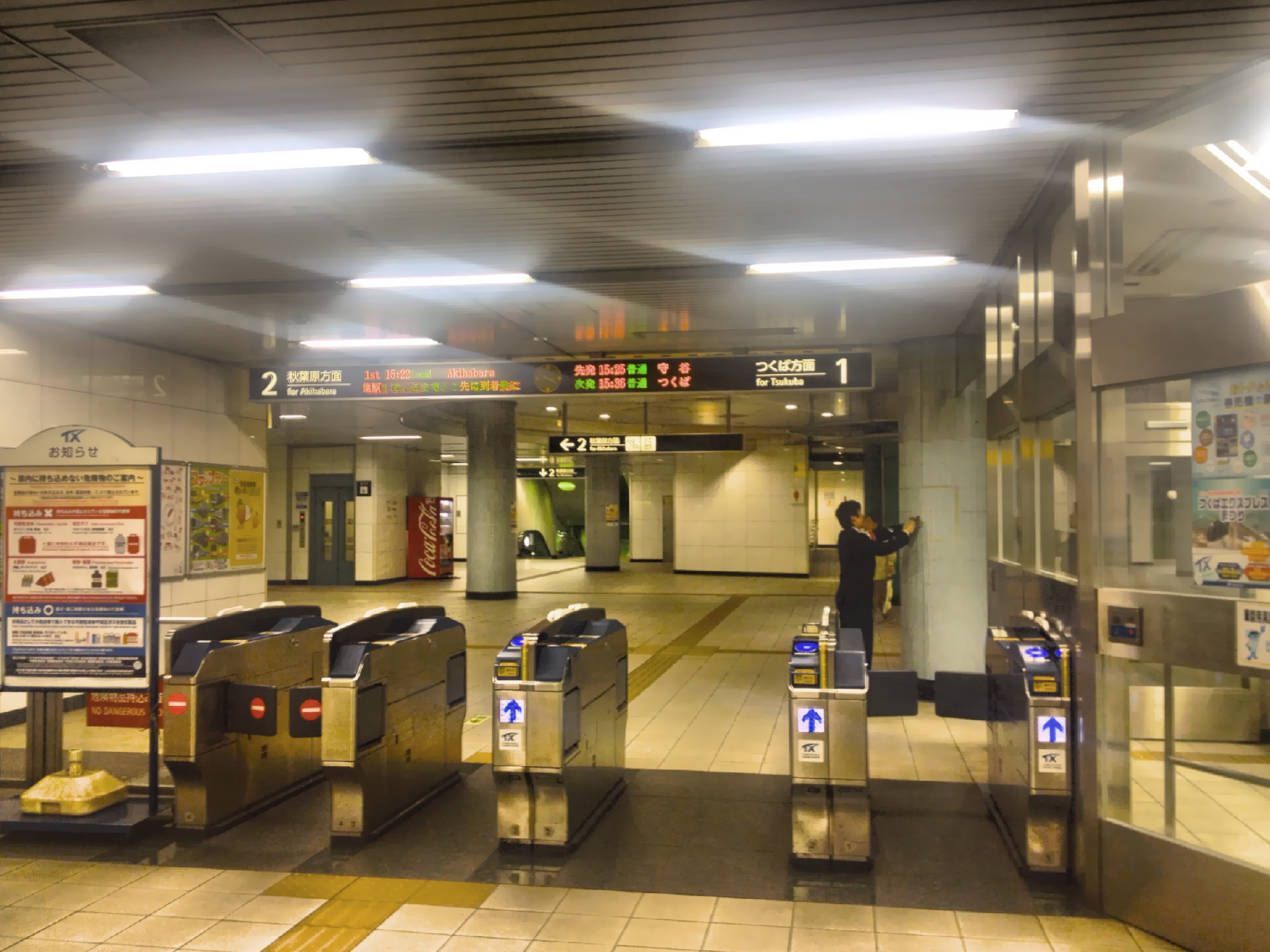
閘口(2017年10月)

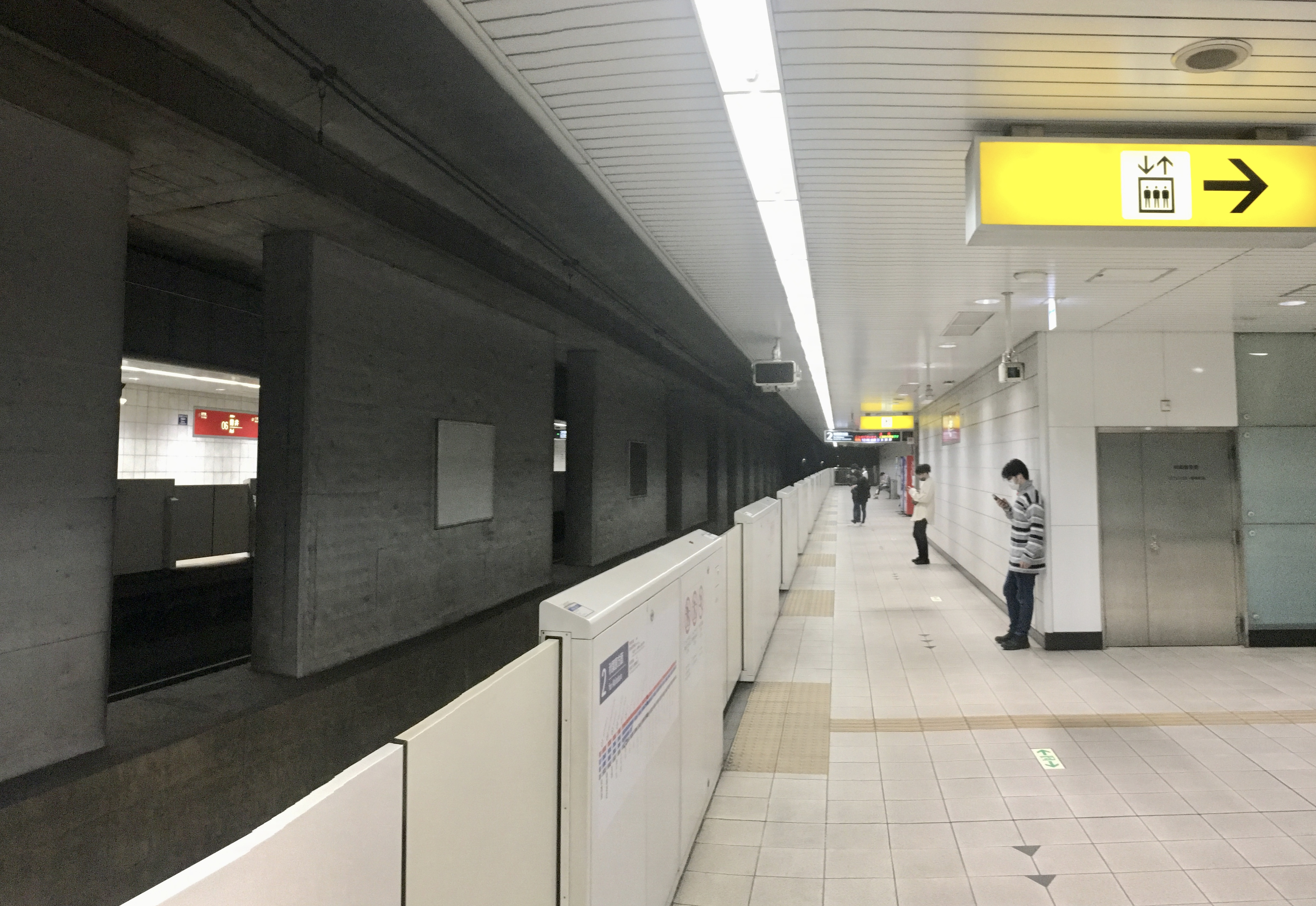
月台(2022年5月)

此站為對向式月台2面2線的地底車站。

### 月台配置
| 月台 | 路線     | 目的地                       |
| ---- | -------- | ---------------------------- |
| 1    | 筑波快線 | 流山大鷹之森、守谷、筑波方向 |
| 2    | 筑波快線 | 北千住、秋葉原方向           |

## 使用情況
2016年度一日平均上車人次為6,440人。
通車後一日平均上車人次推移如下表。
| 年度               | 1日平均 上車人次 | 來源     |
| ------------------ | ---------------- | -------- |
| 2005年（平成17年） | 3,423            | [ * 1 ]  |
| 2006年（平成18年） | 4,324            | [ * 2 ]  |
| 2007年（平成19年） | 4,873            | [ * 3 ]  |
| 2008年（平成20年） | 5,249            | [ * 4 ]  |
| 2009年（平成21年） | 5,625            | [ * 5 ]  |
| 2010年（平成22年） | 5,777            | [ * 6 ]  |
| 2011年（平成23年） | 5,812            | [ * 7 ]  |
| 2012年（平成24年） | 5,985            | [ * 8 ]  |
| 2013年（平成25年） | 6,141            | [ * 9 ]  |
| 2014年（平成26年） | 6,028            | [ * 10 ] |
| 2015年（平成27年） | 6,201            | [ * 11 ] |
| 2016年（平成28年） | 6,440            |          |

## 相鄰車站
首都圈新都市鐵道
 筑波快線
■快速、■通勤快速、■區間快速
通過
■普通
北千住（TX05）－青井（TX06）－六町（TX07）

### 統計資料
東京都統計年鑑
1. ↑  東京都統計年鑑（平成17年）[永久]
2. ↑  .   [2018-04-15]. （原始内容存档于2017-07-29）.
3. ↑  .   [2018-04-15]. （原始内容存档于2017-07-29）.
4. ↑  .   [2018-04-15]. （原始内容存档于2017-07-29）.
5. ↑  .   [2018-04-15]. （原始内容存档于2016-03-26）.
6. ↑  .   [2018-04-15]. （原始内容存档于2016-03-27）.
7. ↑  .   [2018-04-15]. （原始内容存档于2016-03-25）.
8. ↑  .   [2018-04-15]. （原始内容存档于2016-03-27）.
9. ↑  東京都統計年鑑（平成25年）[永久]
10. ↑  .   [2018-04-15]. （原始内容存档于2017-07-30）.
11. ↑  .   [2018-04-15]. （原始内容存档于2018-11-09）.

## 外部連結
- 青井站 | 車站資訊、路線圖 | 筑波快線 （页面存档备份，存于）